# بیوکنتون، کبک
بیوکنتون، کبک (به انگلیسی: Beaucanton, Quebec) یک منطقهٔ مسکونی در کانادا است که در به-جیمز، کبک واقع شده‌است. بیوکنتون ۱۱۶ نفر جمعیت دارد.